# Liste der größten Bibliotheken in Deutschland

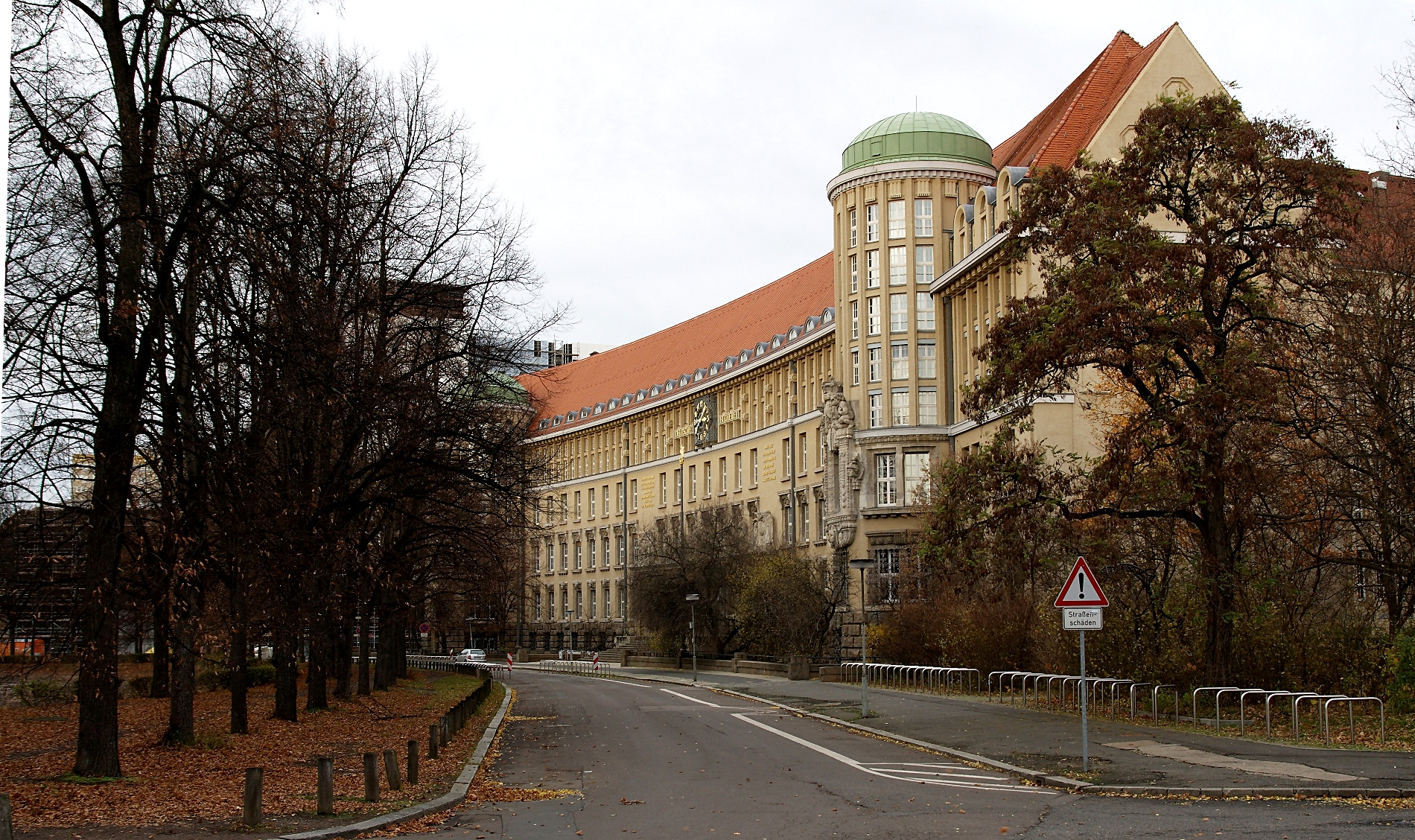
Deutsche Bücherei in Leipzig: Ein Standort der Deutschen Nationalbibliothek

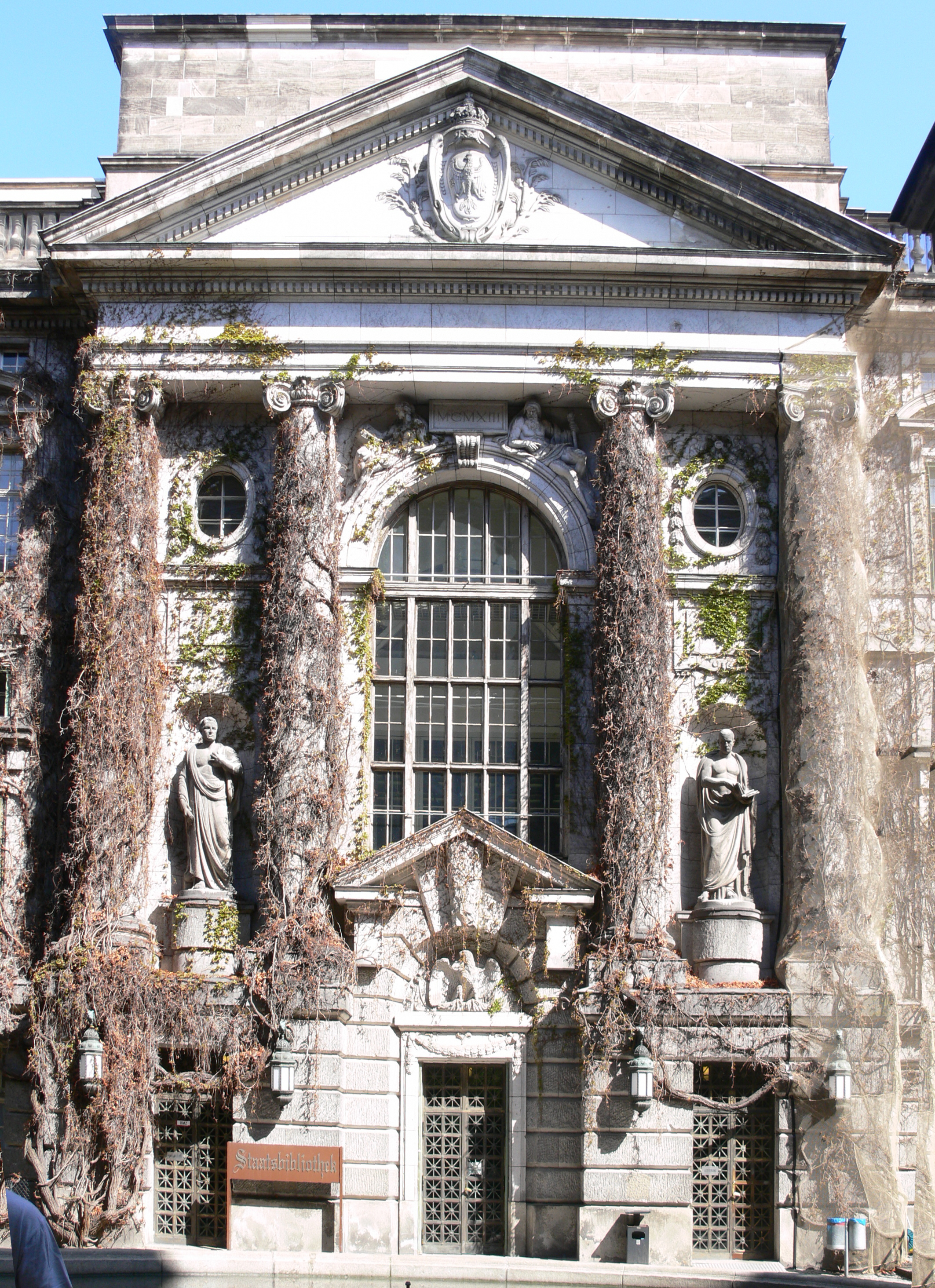
Eingangshof der Staatsbibliothek zu Berlin

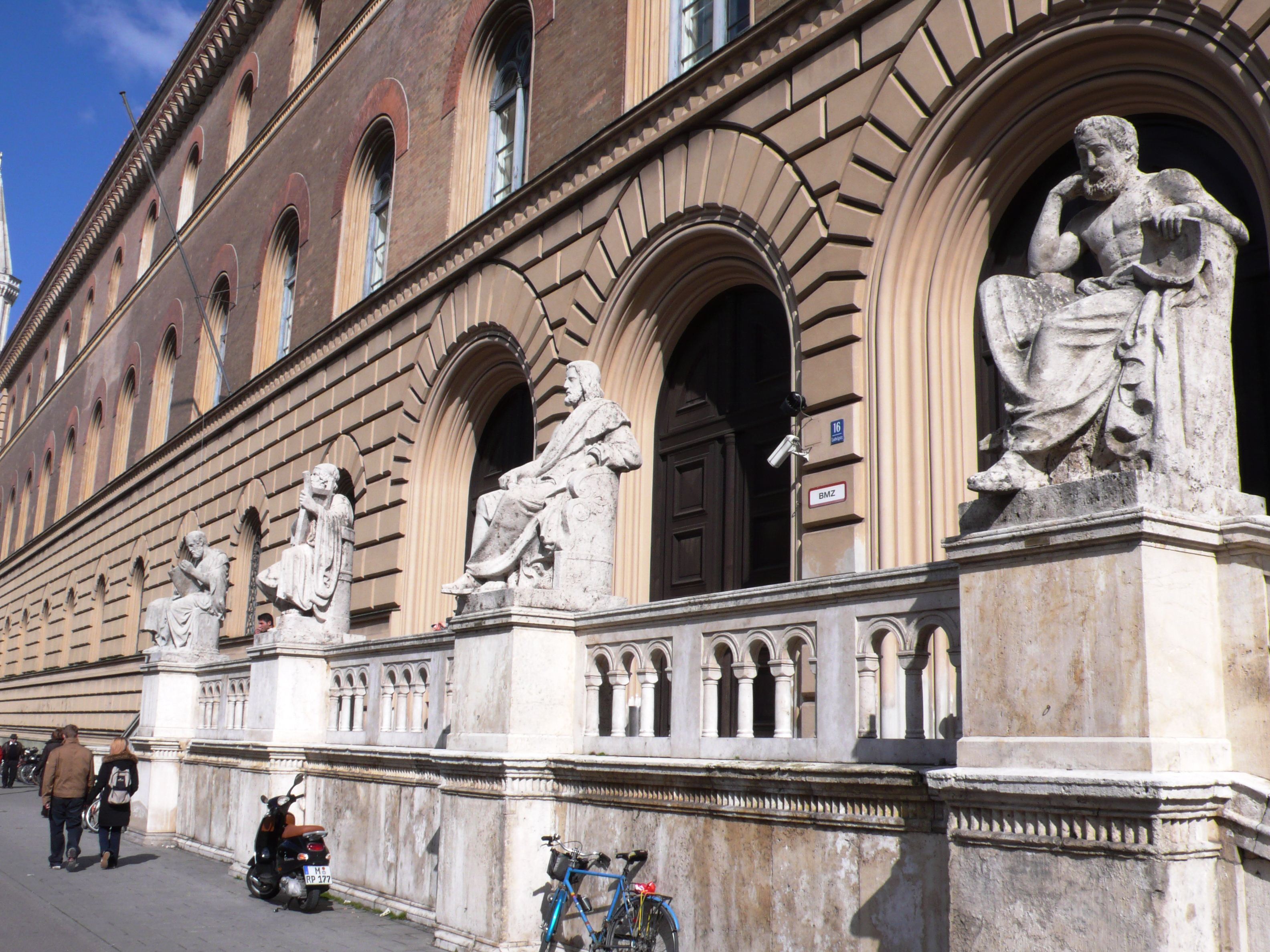
Die Bayerische Staatsbibliothek; hier: Eingangsportal der Staatsbibliothek mit den vier Gelehrten Thukydides, Homer, Aristoteles und Hippokrates (v. li. n. re)

Diese sortierbare Liste der größten Bibliotheken in Deutschland enthält die Bibliotheken in der Bundesrepublik Deutschland, deren Sammlungen mindestens fünf Millionen Einzelmedien umfassen. Darin eingeschlossen sind Bücher, Periodika, handschriftliche Texte (wie Briefe, Urkunden, Musikalien und Verträge), Materialien in Mikroform sowie Fotos, Postkarten, Landkarten und Patente. Eingerechnet sind auch digitale Bestände.
Bestandsmäßig größte Bibliothek Deutschlands ist die 1912 gegründete Deutsche Nationalbibliothek in Leipzig und Frankfurt am Main. Sie stellt die zentrale Archivbibliothek für alle Medienwerke in deutscher Sprache aus dem In- und Ausland und das nationalbibliografische Zentrum Deutschlands dar und erfüllt im Rahmen der Sammlung Deutscher Drucke die Aufgaben einer Nationalbibliothek ab dem Erscheinungsjahr 1913. Flächenmäßig größte Bibliothek ist die Staatsbibliothek zu Berlin, die im Jahr 2023 auf eine Nutzungsfläche von knapp 139.000 Quadratmetern kam (DNB: 111.000; Bayerische Staatsbibliothek: 103.000).

## Liste
Die Angaben folgen der Deutschen Bibliotheksstatistik (DBS) 2023. Der Buchbestand umfasst Bücher (einschließlich Dissertationen) sowie Zeitschriften und Zeitungen nach Buchbindereinheiten. Der Medienbestand setzt sich zusammen aus dem Buchbestand, allen sonstigen Druckwerken, Handschriften, Autographen, Handschriftenfragmente, Urkunden, allen sonstigen nicht-elektronischen Materialien sowie allen digitalen Beständen (ohne elektronische Zeitschriften und Zeitungen).
| Name                                                                     | Standort                                   | Buchbestand           | Medienbestand         | Gründung        |
| ------------------------------------------------------------------------ | ------------------------------------------ | --------------------- | --------------------- | --------------- |
| Deutsche Nationalbibliothek                                              | Leipzig/Frankfurt am Main (Sachsen/Hessen) | 24,6 Millionen        | 38,3 Millionen        | 1912            |
| Bayerische Staatsbibliothek                                              | München (Bayern)                           | 11,2 Millionen (2022) | 36,3 Millionen (2022) | 1558            |
| Staatsbibliothek zu Berlin                                               | Berlin                                     | 12,3 Millionen        | 33,8 Millionen        | 1661            |
| Universitätsbibliothek Rostock                                           | Rostock (Mecklenburg-Vorpommern)           | 2,2 Millionen         | 11,8 Millionen        | 1569            |
| Universitätsbibliothek Johann Christian Senckenberg                      | Frankfurt am Main (Hessen)                 | 7,4 Millionen         | 11,6 Millionen        | 15. Jahrhundert |
| Technische Informationsbibliothek                                        | Hannover (Niedersachsen)                   | 6,1 Millionen         | 10,0 Millionen        | 1959            |
| Niedersächsische Staats- und Universitätsbibliothek Göttingen            | Göttingen (Niedersachsen)                  | 6,2 Millionen         | 9,9 Millionen         | 1734            |
| Universitäts- und Landesbibliothek Münster                               | Münster (Nordrhein-Westfalen)              | 6,0 Millionen         | 9,6 Millionen         | 1588            |
| Sächsische Landesbibliothek – Staats- und Universitätsbibliothek Dresden | Dresden (Sachsen)                          | 5,8 Millionen         | 8,0 Millionen         | 1556/1828       |
| Universitäts- und Landesbibliothek Sachsen-Anhalt                        | Halle (Saale) (Sachsen-Anhalt)             | 4,8 Millionen         | 7,5 Millionen         | 1696            |
| Universitätsbibliothek der Humboldt-Universität zu Berlin                | Berlin                                     | 6,2 Millionen         | 7,2 Millionen         | 1899            |
| Universitätsbibliothek der Freien Universität Berlin                     | Berlin                                     | 6,3 Millionen         | 7,0 Millionen         | 1952            |
| Staats- und Universitätsbibliothek Hamburg                               | Hamburg                                    | 4,4 Millionen         | 6,6 Millionen         | 1479/1919       |
| Württembergische Landesbibliothek                                        | Stuttgart (Baden-Württemberg)              | 4,2 Millionen         | 6,5 Millionen         | 1765            |
| Universitätsbibliothek Gießen                                            | Gießen (Hessen)                            | 3,7 Millionen         | 6,4 Millionen         | 1612            |
| Universitätsbibliothek München                                           | München (Bayern)                           | 5,5 Millionen         | 6,4 Millionen         | 1573            |
| Universitäts- und Landesbibliothek Darmstadt                             | Darmstadt (Hessen)                         | 2,4 Millionen         | 5,8 Millionen         | 1568/2000       |
| Universitätsbibliothek der RWTH Aachen                                   | Aachen (Nordrhein-Westfalen)               | 1,1 Millionen         | 5,8 Millionen         | 1870            |
| Universitätsbibliothek Heidelberg                                        | Heidelberg (Baden-Württemberg)             | 3,2 Millionen         | 5,7 Millionen         | 1386            |
| Universitätsbibliothek Leipzig                                           | Leipzig (Sachsen)                          | 5,1 Millionen         | 5,3 Millionen         | 1543            |
| Universitätsbibliothek Mainz                                             | Mainz (Rheinland-Pfalz)                    | 3,4 Millionen         | 5,2 Millionen         | 1477/1946       |